# Deepcut to Nowhere
Albums de Graham Parker
Acid Bubblegum
(1996) Your Country
(2004)
Deepcut to Nowhere est un album de Graham Parker sorti le 21 août 2001 sur le label Razor & Tie.

## Liste des pistes
| No  | Titre                              | Auteur        | Durée |
| --- | ---------------------------------- | ------------- | ----- |
| 1.  | Dark Days                          | Graham Parker | 3:45  |
| 2.  | I'll Never Play Jacksonville Again | Parker        | 4:57  |
| 3.  | If It Ever Stops Rainin'           | Parker        | 4:31  |
| 4.  | Depend on Me                       | Parker        | 5:42  |
| 5.  | High Horse                         | Parker        | 3:04  |
| 6.  | Cheap Chipped Black Nails          | Parker        | 4:43  |
| 7.  | Blue Horizon                       | Parker        | 5:19  |
| 8.  | Tough on Clothes                   | Parker        | 4:55  |
| 9.  | Socks 'n' Sandals                  | Parker        | 2:54  |
| 10. | It Takes a Village Idiot           | Parker        | 4:07  |
| 11. | Syphilis & Religion                | Parker        | 3:57  |
| 12. | Last Stop Is Nowhere               | Parker        | 3:07  |